# Roxithromycin
Roxithromycin ist eine organische chemische Verbindung aus der Gruppe der Glycoside, die als antibiotisch wirkender Arzneistoff der Gruppe der Makrolidantibiotika eingesetzt wird. Roxithromycin wurde ausgehend vom Erythromycin hergestellt. Die erreichten Veränderungen sind ähnlich wie bei Clarithromycin. 

## Pharmakologie

### Anwendung
Die Anwendung von Roxithromycin erfolgt bei Infektionen der Atemwege, bei Infektionen im Hals-Nasen-Ohrenbereich und bei bakteriellen Entzündungen der Haut und der ableitenden Harnwege. Zusätzlich kann Roxithromycin bei Keuchhusten und Infektionen durch Legionellen, Chlamydien und Mykoplasmen gegeben werden.

### Wirkungsmechanismus
Roxithromycin gehört zur Wirkstoffgruppe der Makrolidantibiotika. Der Wirkungsmechanismus dieser Stoffgruppe ist die Hemmung der Proteinsynthese durch die Bindung an die 50S-Untereinheit der Ribosomen.
Die Makrolidantibiotika behindern den Prozess der Proteinsynthese während der Elongation, also der Verlängerungsphase der Proteinkette am Ribosom. Durch ihre Bindung blockieren sie die Translokation, also die Verlagerung der Peptidyl-t-RNA von der Donator- zur Akzeptorstelle. Dadurch kommt es zu einer vorzeitigen Unterbrechung der Proteinsynthese und somit zur bakteriostatischen Wirkung.

### Nebenwirkungen
Die Makrolidantibiotika werden im Allgemeinen gut vertragen. Allergische Reaktionen sind eher selten. Es können als Überempfindlichkeitsreaktionen Hautausschläge, Juckreiz oder Gelenkschwellungen auftreten. Vereinzelt können Nebenwirkungen am Gehörapparat auftreten, dabei kann es sich um eine vorübergehende Beeinträchtigung des Hörvermögens und Ohrengeräusche handeln. Selten werden Herzrhythmusstörungen (u. a. durch QT-Zeit-Verlängerung) und Veränderungen des Lebergewebes mit Anstieg der speziellen Leberenzyme beobachtet. Häufiger dagegen treten Nebenwirkungen auf, die den Verdauungstrakt betreffen. Es kann sich dabei um Magendrücken, Übelkeit und Erbrechen, sowie um Durchfälle und um Blähungen handeln. Bei lang anhaltenden Durchfällen muss eine pseudomembranöse Kolitis ausgeschlossen werden. Vereinzelt werden Fälle von akuter Pankreatitis, also einer Entzündung der Bauchspeicheldrüse, beobachtet. Zusätzlich werden bei der Gabe von Roxithromycin vereinzelt Störungen vom Geruchssinn und im Geschmacksempfinden beobachtet.

### Wechselwirkungen
Wechselwirkungen bei der systemischen Anwendung:
- andere Antibiotika:
  - Werden verschiedene Makrolide miteinander kombiniert, kann es zu dem Auftreten von Kreuzresistenzen kommen. Bei der Kombination von Makroliden mit anderen Antibiotika wie z. B. Lincosamiden, Clindamycin und Chloramphenicol werden ebenfalls Kreuzresistenzen beobachtet.
- bestimmte Antiepileptika, wie Carbamazepin und Valproinsäure:
  - Die Konzentration von Carbamazepin und Valproinsäure im Blut kann sich bei gleichzeitiger Gabe von Makroliden erhöhen, womit die Gefahr gefährlicher Nebenwirkungen der Antiepileptika ansteigt.
- Theophyllin:
  - Werden Makrolidantibiotika und Theophyllin zusammen verabreicht, kann sich die Konzentration von Theophyllin im Blut erhöhen.
- Ciclosporin:
  - Bei der gleichzeitigen Gabe des Immunsuppressivums Ciclosporin und Makrolidantibiotika erhöht sich die nierenschädigende Wirkung von Ciclosporin.
- Terfenadin, Astemizol und Cisaprid:
  - Werden diese Wirkstoffe mit Erythromycin zusammen verabreicht, besteht die Gefahr von lebensbedrohlichen Herzrhythmusstörungen. Eine kombinierte Anwendung verbietet sich daher.
- Digoxin:
  - Makrolide können die Konzentration von Digoxin im Blut erhöhen.
- Methylprednisolon, Triazolam, Midazolam, Alfentanil, Felodipin und Antikoagulanzien vom Cumarin-Typ:
  - Bei gleichzeitiger Anwendung mit Makrolid-Antibiotika, kann sich die Verweildauer der genannten Arzneimittel im Körper erhöhen, womit deren Wirkung verstärkt wird.
- Mutterkornalkaloide:
  - Werden Dihydroergotamin und nichthydrierte Mutterkornalkaloide mit Makroliden zusammen gegeben, kann es zu einer verstärkten Vasokonstriktion kommen. Diese Arzneistoffe dürfen daher nicht zusammen mit Roxithromycin angewendet werden.
- Omeprazol:
  - Omeprazol erhöht die Bioverfügbarkeit von Roxithromycin. Damit ist gemeint, dass sich bei unveränderter Dosierung die Menge an Roxithromycin, die für den Körper zur Verfügung steht, erhöht.

- Cholesterinsenkende Medikamente (Statine, insbesondere Simvastatin): Die Interaktion zwischen Makroliden und Statinen wird von der ABDA-Datenbank als schwerwiegend eingestuft. Es besteht die Gefahr von Myopathien und Rhabdomyolysen. Wenn die Gabe von z. B. Simvastatin nicht unterbrochen werden darf, dann darf die Dosis während der gleichzeitigen Makrolideinnahme 10 mg/Tag nicht überschreiten.

### Gegenanzeigen
Gegenanzeigen bei der systemischen Anwendung:
- Eine Überempfindlichkeit gegen Makrolide ist eine Gegenanzeige, da es innerhalb der Gruppe der Makrolide zu Kreuzreaktionen kommen kann.
- Bei bestehenden Leberfunktionsstörungen und bei einer Niereninsuffizienz darf die Anwendung von Makroliden nur nach sorgfältiger Abwägung erfolgen.
- Für die Anwendung bei schwangeren Frauen gilt, dass Makrolide zu den bevorzugt eingesetzten Antibiotika gehören, also Mittel der Wahl sind. Wie immer bei der Anwendung an schwangeren Frauen gilt auch hier die Richtlinie, dass bevorzugt ältere und damit besser bekannte Wirkstoffe verwendet werden. Für die Gabe von Makroliden bedeutet das, dass dem Erythromycin der Vorzug gegeben wird.
- Bei der Gabe an stillenden Müttern muss beachtet werden, dass die Makrolidantibiotika in die Muttermilch übergehen, daher muss der behandelnde Arzt die Verordnung sorgfältig abwägen.

## Handelsnamen
Monopräparate
Rulid (D, CH), Rulide (A), zahlreiche Generika (D, A), Roxi (D)